# 1967 en Ontario
Chronologie de l'Ontario
- 1963
- 1964
- 1965
- 1966
- 1967
- 1968
- 1969
- 1970
- 1971

Cette page concerne des événements d'actualité qui se sont produits durant l'année 1967 dans la province canadienne de l'Ontario.

## Politique
- Premier ministre : John Robarts du parti progressiste-conservateur de l'Ontario.
- Chef de l'Opposition :
- Lieutenant-gouverneur :
- Législature :

## Événements

### Juillet
- 13 juillet : l'Archidiocèse de Keewatin-Le Pas du nord des provinces Ontario, Manitoba et Saskatchewan et du Diocèse de Moosonee sont érigés.

## Naissances
- 9 octobre : Carling Bassett, née à Toronto, joueuse de tennis professionnelle de janvier 1983 jusqu'au milieu des années 1990
- 1er novembre : Tim Hudak, chef du Parti progressiste-conservateur de l'Ontario.

## Décès
- 31 janvier : Geoffrey O'Hara, chanteur, compositeur et professeur de musique (° 2 février 1882).
- 13 mai : Dana Porter (en), député provincial de Saint-Georges (1943-1958) (° 14 janvier 1901).
- 28 août : Charles Edward Bothwell (en), député fédéral de Swift Current (1925-1940) en Saskatchewan (° 26 mai 1882).
- 30 décembre : Vincent Massey, premier à être né au Canada à devenir le gouverneur général du Canada (° 20 février 1887).